# Gimnastică la Jocurile Olimpice de vară din 1896 - Bară (masculin)
Proba masculină de gimnastică bară orizontală de la Jocurile Olimpice de vară din 1896 a avut loc pe 9 aprilie 1896. Au concurat 15 sportivi din patru națiuni. Hermann Weingärtner a câștigat prima sa medalie de aur individuală, care s-a adăugat celor două medalii de aur pe echipe și celorlalte trei medalii individuale. Compatriotul său, Alfred Flatow, a câștigat prima sa medalie individuală.

## Context
Aceasta a fost prima apariție a probei, care este una dintre cele cinci probe pe aparate care au avut loc de fiecare dată când au existat probe pe aparate la Jocurile Olimpice de vară (nu au fost organizate probe pe aparate în 1900, 1908, 1912 sau 1920). Concurenții au fost: 10 germani și 5 alți gimnaști din trei țări.

## Formatul competiției
Arbitrii au acordau premiile, dar se știu puține lucruri despre punctaj și clasamente.

## Program
Proba de bară a avut loc în seara celei de-a patra zile de probe. A fost cea de-a șasea probă de gimnastică desfășurată în acea zi și s-a desfășurat destul de târziu pentru ca celelalte două să fie amânate până a doua zi.
| Dată                | Dată                | Oră         | Etapă  |
| Gregorian           | Iulian              | Oră         | Etapă  |
| ------------------- | ------------------- | ----------- | ------ |
| Joi, 9 aprilie 1896 | Joi, 28 martie 1896 | După amiază | Finală |

## Rezultate
| Loc  | Sportiv              | Țară     |
| ---- | -------------------- | -------- |
| 1    | Hermann Weingärtner  | Germania |
| 2    | Alfred Flatow        | Germania |
| 3–15 | Konrad Böcker        | Germania |
| 3–15 | Gustav Flatow        | Germania |
| 3–15 | Georg Hilmar         | Germania |
| 3–15 | Gyula Kakas          | Ungaria  |
| 3–15 | Fritz Manteuffel     | Germania |
| 3–15 | Karl Neukirch        | Germania |
| 3–15 | Antonios Papaioannou | Grecia   |
| 3–15 | Richard Röstel       | Germania |
| 3–15 | Gustav Schuft        | Germania |
| 3–15 | Carl Schuhmann       | Germania |
| 3–15 | Leonidas Tsiklitiras | Grecia   |
| 3–15 | Desiderius Wein      | Ungaria  |
| 3–15 | Louis Zutter         | Elveția  |